# Paralaethia subformicina
Paralaethia subformicina là một loài bướm đêm thuộc phân họ Arctiinae, họ Erebidae.